# Lloseta
Lloseta (en catalan et en castillan) est une commune d'Espagne de l'île de Majorque dans la communauté autonome des Îles Baléares. Elle est située au centre-ouest de l'île et fait partie de la comarque du Raiguer.

## Géographie

Localisation de l'île Majorque dans les Îles Baléares.
Localisation de Lloseta dans l'île de Majorque.
Localisation de la comarque du Raiguer dans l'île de Majorque.